# McLaren MP4-18
McLaren MP4-18 – samochód Formuły 1, zaprojektowany przez Adriana Neweya dla zespołu McLaren. Zespół planował użyć tego modelu w sezonie 2003, ale nigdy nie doszło to do skutku.
Po niezadowalającym sezonie 2002 McLaren zdecydował, że należy zbudować zupełnie nowy, innowacyjny konstrukcyjnie samochód. Jednakże samochód sprawiał podczas testów problemy, więc planowano użyć go dopiero od połowy sezonu, a do tego czasu w wyścigach używać modelu MP4-17D. Samochód ostatecznie nie przeszedł jednak obowiązkowych testów zderzeniowych i okazał się wolniejszy, niż jego poprzednik. Z tego powodu nigdy nie wystartował w wyścigu.
Rozwinięciem i ulepszeniem modelu MP4-18 był McLaren MP4-19.